# El Pasatiempo
El Pasatiempo: órgano de la Sociedad de Amigos va ser una publicació periòdica que va sortir a Reus el 1840. No es coneixen exemplars d'aquest setmanari, però hi ha informació de la seva existència i de la composició i contingut.

## La "Sociedad de Amigos"
L'erudit reusenc Joaquim Santasusagna diu que el 13 d'octubre de 1839 es va aprovar el reglament de la "Sociedad de Amigos", la primera entitat cultural existent a Reus després de la Tertúlia Patriòtica de 1821. L'objectiu de la "Sociedad de Amigos" era fomentar el coneixement de la literatura, l'art i la música, i organitzar una biblioteca pública on es pogués anar a llegir i a fer tertúlia. Van llogar un pis al carrer de sant Joan, a cal Pep Morcaire (la Fabril Algodonera) que van moblar amb luxe, i on s'instal·là la biblioteca pública, formada en la seva major part de llibres procedents dels convents de Reus cremats a la Bullanga de 1835, el Convent de Sant Francesc i el de Sant Joan. Al local s'hi organitzaven classes de dibuix, de música, de matemàtiques, de francès i de castellà. El periodista i historiador Francesc Gras i Elies explica que la Societat va editar un setmanari, El Pasatiempo, dirigit per Pere Gras i Bellvé, i on hi col·laboraven el notari Joan Sardà i el farmacèutic Ramon Andreu. El seu contingut era de difusió de les activitats de l'entitat, i recollia textos literaris i artístics dels seus membres. L'historiador reusenc Pere Anguera diu que el periòdic va treure alguns dels seus números, manuscrits.
La "Sociedad de Amigos" es va convertir el mateix 1840 en un grup d'esbargiment, sota el nom de "El Liceo", i el setmanari El Pasatiempo va canviar de nom i passà a dir-se El Liceo. Per qüestions polítiques, (entre els socis, pertanyents als partits moderat i conservador, van començar a sortir tensions sobre les activitats a fer; els progressistes, els més actius, eren en minoria) aquesta societat va ser dissolta governativament a finals de 1840. El sector més progressista, encapçalat pel metge Josep Simó, va fundar el mateix any la "Sociedad Patriótica de Fomento", instal·lada també a la Fabril Algodonera, i que tenia com a finalitat difondre la cultura, organitzant classes per als sectors menys afavorits. Van crear una biblioteca. Els seus socis eren bàsicament liberals, i per ser-ne calia "estar poseído de amor a la patria y a la libertad". Van obrir càtedres d'instrucció primària, de matemàtiques, que donava Bernat Torroja, de francès, dibuix i música, que van funcionar durant alguns anys. El 1845 el govern moderat va obligar a treure el qualificatiu "Patriótica" del nom, i va passar a dir-se "Sociedad de Fomento de la Instrucción". El 1852, en ser dissolta pel govern, Bernat Torroja va aplegar els socis i juntament amb un grup dissident del "Casino Reusense", va fundar "El Círcol" i es va dissoldre l'antiga societat.